# Thrixspermum loogemanianum
Thrixspermum loogemanianum är en orkidéart som beskrevs av Rudolf Schlechter. Thrixspermum loogemanianum ingår i släktet Thrixspermum och familjen orkidéer.
Artens utbredningsområde är Sulawesi. Inga underarter finns listade i Catalogue of Life.